# 2019冠状病毒病疫情对社交媒体的影响
2019冠状病毒病疫情已经影响了全世界对社交媒体的使用。社交网络服务被用来传播信息，人们通过互联网迷因，从大流行中寻找幽默，以此转移对疫情过于担心的注意力。
疫情期间，社交媒体的使用量急剧增加，这在很大程度上是因为许多政府鼓励采取了保持人身距離措施。很多人被要求待在家里，所以他们只能转向社交媒体来维持他们的人際關係并获得娱乐来打发时间。 此外，隔离迫使许多人改变了生活方式，这也许会给他们的心理健康带来负面的影响。因此，许多使用社交媒体的在线咨询服务浮出了水面，并且开始流行起来，将精神卫生工作者与需要他们的人联系起来。

## 使用量增加

### 短信和视频通话服务
多家社交媒体网站表示，居家隔离政策实施后，社交媒体的使用量骤增。因为大家暂时无法跟朋友和家人面对面的联系，社交媒体暂时成为了维系宝贵联系的主要沟通方式。比如，Facebook的分析部门报告称，在2020年3月的最后一个月里，整体消息传递的增长超过了50%。WhatsApp的使用率也增长了40%。2020年3月，TikTok（抖音国际版）的全球下载量比2月增长了5%。一项名为QuarantineChat的新服务在2020年3月1日推出，之后，随机报告显示加入此服务的用户在一个月内超过了1.5万名。
Facebook、Twitter和YouTube都增加了对垃圾邮件过滤器的依赖，因为负责处理内容的工作人员无法出门工作。

### 在线咨询服务
特别是在病毒感染最严重的国家，比如说中国，在线心理健康咨询服务的需求激增。 由于2019COVID-19大流行给大家带来了很多不可抵抗的困难和计划外的改变，生活方式的忽然改变使大家感到害怕和不安。在中国，心理医生利用微信、微博和抖音等社交媒体App推出了在线心理健康教育项目。在加拿大，阿尔伯塔省政府启动了一项5300万加元的2019COVID-19精神健康应对计划，其中包括增加现有热线电话的利用率。在安大略省，政府提供了高达1200万美元的紧急资金，用于扩大在线和虚拟精神健康支持。

#### 对心理健康的影响
大量的心理学研究证明，与外界的联系可以增强归属感和心理社会幸福感，从而增强心理健康，减少焦虑和重度抑郁的风险。
信息过载和不断使用社交媒体已被证明与抑郁和焦虑的增加呈正相关。

#### 对在线业务的影响
冠状病毒大流行迅速蔓延，许多企业关闭，许多工人失业或在家工作。 为了防止COVID-19扩散，每个家庭都需要自行隔离，而这使当今的在线业务处于相当有利的地位。许多企业主抱怨没有客户，失去了销售额，而网站设计良好的企业为客户提供的服务比以往都要多。

#### 对视觉艺术的影响
全球倡导居家隔离，迫使博物馆、画廊和艺术家们积极寻找能与公众建立起联系的新途径。保罗·盖蒂博物馆发起了一项线上挑战活动，要求大家用自己家附近的东西重现他们收藏的作品，并将照片发布到网上。 而大卫兹沃纳画廊则是把他们的展览移动到了一个虚拟画廊空间。 艺术家本杰明 · 库克(Benjamin Cook)的“社交距离画廊”(Social Distance Gallery)项目，由于学生的毕业展被取消，感到十分遗憾，决定利用 Instagram 为世界各地的学生举办迷你论文展览。

## 用于娱乐
YouTube上的美妆艺术家发布的视频也发生了改变，制作了可以戴着口罩防止大流行蔓延的化妆教程。在COVID-19大流行期间，许多互联网模因被创造了出来。甚至还有人创建了一个Facebook小组，作为年轻人（主要是Z世代）分享创建和了解大流行病模因的空间。这个小组的名字叫“自我隔离的Zoom Memes”，截至到2020年4月，这个小组已经拥有超过500,000名成员。 该组织运用Zoom为成千上万被迫线上学习的年轻人提供娱乐，帮助他们度过了闲暇的课余时间并教会他们如何应对现阶段的现状。 
许多娱乐挑战通过社交媒体传播开来，挑战试图鼓励每个人积极尝试，将个人与他人联系起来。其中一个挑战是#See10Do10，参加者需要加上自己的创意做10个俯卧撑，其他的挑战包括婴儿照片、舞蹈挑战...等等。另一个例子是，由艺术家Erik和Men制作的V-pop(越南流行音乐）热门歌曲“ Ghen”与作词人KhắcHưng进行了混音，为了支持越南国家职业安全与健康研究所创作了歌曲“Ghen Cô Vy”。这首歌鼓励大家勤洗手，越南舞者光登（Quang Đăng）在TikTok上发表了这首歌的舞蹈并发起#GhenCoVyChallenge，洗脑旋律和舞蹈风靡一时。
YouTube上的美妆艺术家发布的视频也发生了改变，制作了可以戴着口罩防止大流行蔓延的化妆教程。 
演员基金会（Actors Fund）是一家慈善组织，2020年4月，在伦敦皇家阿尔伯特音乐厅（ Royal Albert Hall）演出了《歌剧魅影》，以此进行了48小时的募捐活动。 菲比·沃勒·布里奇斯（ Phoebe Waller-Bridges）的舞台表演Fleabag也被用作慈善筹款活动和娱乐活动。 作家、音乐家、演员、女演员和舞者汇集了许多音乐会，以前的作品的现场直播，朗诵和免费现场直播的入场费或建议的慈善捐赠。  
Netflix是知名的影音串流服務之一，疫情的爆發間接推動了Netflix訂閱人數的增長。

## 信息传播

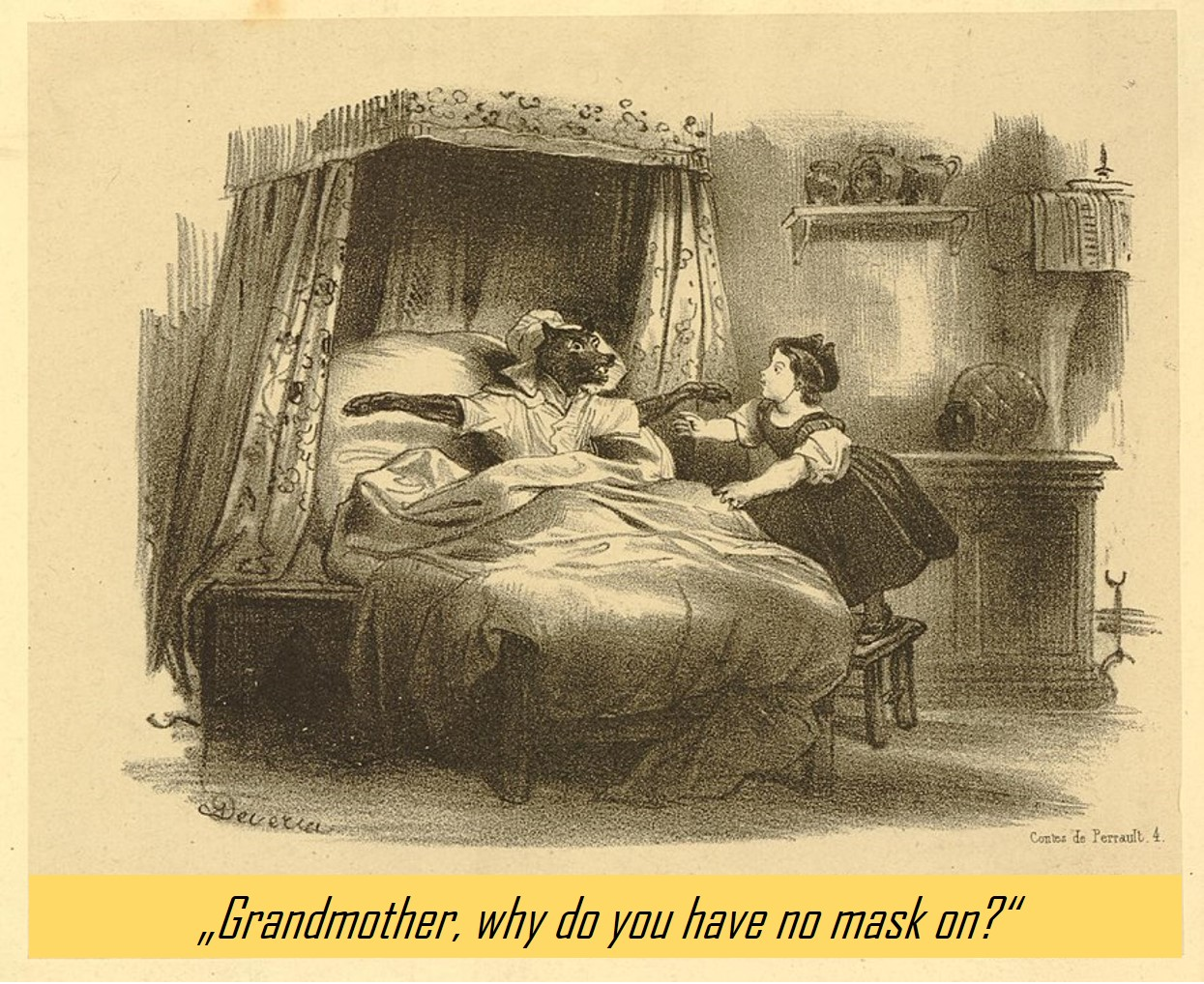
新型冠状病毒模因基于19世纪小红帽故事的插图

新闻媒体、组织和公众使用社交媒体来传播有关大流行的有效信息和错误信息。 CDC、WHO、医学期刊和卫生保健组织已与Facebook、Google Scholar、TikTok和Twitter合作，在众多平台上更新和传播信息。其他人，例如纽约医院系统中的急诊医学主治医生，都在使用其社交媒体帐户举报与COVID-19作战的第一手资料。 据4月8日报道，根据1月1日至3月19日的社会倾听研究，围绕COVID-19疾病状况的谈话内容在医疗保健专业人员周围增加了1000％，在消费者中增加了2500％。 试点研究调查了美国对科学的信任度是否在2019年12月至2020年3月之间发生了变化，并认为公开讨论和研究，现状会有所改善，但该研究报告没有找到。
医生也加入了使用社交媒体的队伍，以传播有关治疗该疾病的信息 Facebook上有一个PMG COVID-19子小组，在三月底之前已经拥有了全球约30,000名成员。另外一个小组是大流行发生五年之前成立的医生妈妈小组（Mosmician Moms Group）有将近七万人想加入了，以致Facebook点击加入代码崩溃，10,000位医生的账号等待修复. 这些团体允许医疗专业人员相互合作，收集信息并帮助将物资运送到需要他们的医院。
医学专业人员还使用社交媒体来教育和引导普通民众，让大家了解到，医生防护设备中工作超过十二小时，网络上形成了一种趋势，鼓励医生纷纷通过镜头展示他们拿下防护面具和口罩后的脸。许多医生的脸上都有瘀伤，凹痕，发红，甚至有些因为浸血而贴了创口贴的部位，由于连续带了几个小时的面具而形成的水泡。

## 错误信息
麻省理工科技評論（MIT Technology Review）称冠状病毒大流行为“第一个真正的社交媒体“信息病”。 國家地理雜誌 称在大流行期间，社交媒体上报道了“假新闻”的水平上升。过去的研究表明，人们如何停止从浏览器以及其他依赖于社交媒体的搜索方法中获取信息。政治机器人是一种流行的传播错误信息和宣传以及操纵人们意见的方式。 宣传和错误信息的情况因国家/地区而异。 错误信息可以策略性地传播，但有时可能会偶然传播。错误的信息有可能使大流行变得比现在更加危险。
英国广播公司新闻在Facebook上报道，反对疫苗的团体以及反对5G手机网络的团体制造了不受欢迎的谣言。Stop 5G UK小组在Facebook 5G和其他小组上发布了Technocracy News的一篇文章，该文章称：“很明显，湖南冠状病毒是一种有意或无意释放的工程生物武器。" 在线谣言已导致印度的暴民袭击和伊朗的大规模中毒，电讯工程师受到威胁和攻击，英国的电话桅杆着火。
社交媒体也助长了错误信息的传播。 在武汉，中国的恐慌导致错误信息以及疾病本身的传播。 误报的传播内容是，烟花将杀死空气中的病毒，以及醋和板蓝根可治愈感染。该错误信息是通过消息传递应用程序微信传播的。 公民还购买了过多的材料和用品，这耗尽了专业人员可以使用的用品数量。 旧的和未经证实的信息也已作为事实散布，尽管据报道羟氯喹的益处有所增加，尽管世界卫生组织已经结束了围绕该产品的试验，因为这可能增加患者死于COVID-19的风险。
在网络上流传的错误信息包括“媒体对冠状病毒的报道是恶意的”和“冠状病毒没什么大不了的”。 这些主题中的帖子包含了上万股，其中大多数是漫游器或具有类似漫游器属性的帐户。

## 名人的使用
在大流行期间，许多名人进入社交媒体与他们的粉丝群互动，并试图通过发布信息，善意或趋势来缓解这种情况。一些帖子被公众迅速谴责, 例如格温妮丝·帕特洛（Gwyneth Paltrow）删除了有关设计师时装的失聪的Instagram帖子，贾里德·莱托（Jared Leto）则因其Twitter帖子中有关在沙漠中进行为期12天的静默冥想隔离而引起愤怒. 艾倫·狄珍妮(Ellen DeGeneres)和盖尔·加朵(Gal Gadot)等其他名人也因社交媒体帖子而受到反击，他们抱怨自己被困在加利福尼亚的豪宅中，并召集所有名人朋友分别演唱约翰·列侬的《想像》。
其他名人或其家人使用社交媒体来宣布他们的阳性诊断，例如汤姆·汉克斯和丽塔·威尔逊，伊德里斯·厄尔巴和丹尼尔·大金。 从病毒演员丹尼尔·戴·金（Daniel Dae Kim）中康复后，他利用社交媒体向维塔兰特献血中心强调了他对血浆的捐赠，希望他的血浆中含有可以帮助他人的活性抗体。K-Pop明星金在中（Kim Jaejoong）发表的一条Instagram帖子声称自己染上了这种疾病并且正在医院接受治疗，后来被删除并构成愚人节恶作剧，以提高人们对该病的认识。
名人使用社交媒体来提高大流行期间慈善行为的意识。安塞尔·艾尔格特（Ansel Elgort）在他的Instagram页面上张贴了自己的近乎全裸的裸体，并使用标题张贴了“ OnlyFans LINK IN BIO”，指引粉丝们观看由演员杰弗里·赖特（Jeffrey Wright）创建的GoFundMe，以便在大流行期间养活一线工人。

## 世界领导人的使用
2020年4月7日，美国总统唐纳德·特朗普在推特上发布了#AmericaWorksTogether标签，以宣传正处于由病毒引起的经济动荡期间雇用员工的公司以及向前线医疗工作者捐赠食物和其他物品的公司。 据一位不愿透露姓名的白宫官员说。 特朗普还将鼓励人们在危机时期，发布美国人帮助他人的帖子时使用该标签。
伊丽莎白女王二世和英国王室成员使用社交媒体向公众发布评论 以及参与Zoom的多个家庭成员召集护士庆祝国际护士节, 后来发布在他们的YouTube页面上。 威廉王子和凯瑟琳·米德尔顿允许他们的Instagram帐户被Shout85258“接管” 24小时，Shout85258是英国首个24/7危机文本行，他们于2019年5月与哈里王子和梅根·马克尔共同发起。 荷兰王室使用他们的Instagram帐户分享了威廉·亚历山大国王，马西玛女王和他们的十几岁的女儿为急救人员鼓掌的视频以及国王的简短讲话。

## 审查制度
在土耳其，有400多人因在社交媒体上发布有关大流行的“挑衅性”信息而被捕。 据报道，自2019年12月31日以来，中国社交媒体网络（如微信）审查了与大流行有关的任何术语，尤其值得一提的是，李文亮医生因在聊天软件中发布有关疫情的消息而受到武汉警方的警告。 地方政府告知中国医生，应在社交媒体上删除呼吁捐赠医疗用品的帖子。
NetBlocks，是一个致力于数字版权的公民社会团体, 网络安全和互联网治理报告称，大流行期间武汉的互联网曾出现中断异常, 使用波斯语的维基百科网站在伊朗被封锁24小时。VPN公司Surfshark报告说，在3月13日世卫组织宣布大流行之后，伊朗的网络中断了大约50％.

## 政治
鑑於老年人在這些平台上的參與，社交媒體在Twitter和Facebook上一直具有高度政治性。在大流行期間，Instagram上的政治職位激增以及與政治組織的交往。
對於Instagram上的大量青少年來說，這是他們能夠參加的第一次選舉活動。因此，許多人在Instagram故事中分享了政治信息，以使人們參與選舉並使用他們的聲音，因為這是非常重要的。
重要的選舉。

## 另見
- Zoom轟炸
- 维基媒体对2019冠状病毒病疫情的反应